# او-۲۲۱
زیردریایی یو-۲۲۱ (به انگلیسی: German submarine U-221) یک زیردریایی بود که طول آن ۶۷٫۱ متر (۲۲۰ فوت ۲ اینچ) بود. این زیردریایی در سال ۱۹۴۲ ساخته شد.